# Anyarit Pitakkul
Anyarit Pitakkul (thaï : อัญญาฤทธิ์ พิทักษ์ติกุล ou ตรีวรัตถ์ ชุติวัฒน์ขจรชัย), surnommé Ket (ชื่อเล่น : เกตต์), né le 9 octobre 1994 à Bangkok, est un acteur thaïlandais, spécialiste dans le doublage des voix de dessins animés.

## Filmographie
- 2003 : Fan Chan (แฟนฉัน)[1],[2]
- 2006 : Khan Kluay (ก้านกล้วย / L'éléphant bleu) (dessin animé)[3]
- 2006 : Legend of Sudsakorn (สุดสาคร / Sudsakorn / Mummys Island / Les Guerriers de Sudsakorn)[4]
- 2007 : Charlotte's Web
- 2008 : Nak (นาค) (dessin animé)
- 2009 : Khan Kluay 2 (ก้านกล้วย 2 / L'éléphant bleu 2) (dessin animé)
- 2016 : Haunting in Japan (บุปผาอาริกาโตะ)